# 7e cérémonie des Rubans d'argent
La 7e cérémonie des Rubans d'argent, organisée par le syndicat national des journalistes cinématographiques italiens, s'est déroulée en 1952.

## Palmarès

### Meilleur réalisateur
- Renato Castellani - Deux Sous d'espoir

### Meilleur scénario
- Ettore Maria Margadonna, Titina De Filippo et Renato Castellani - Deux Sous d'espoir

### Meilleure actrice
- Anna Magnani - Bellissima

### Meilleur acteur
- Totò - Gendarmes et Voleurs

### Meilleure photographie
- Arturo Gallea - Deux Sous d'espoir

### Meilleure musique de film
- Mario Nascimbene - Onze heures sonnaient

### Ruban d'argent du meilleur court-métrage
- Metano de Virgilio Sabel (it)

### Meilleur acteur étranger ayant travaillé en Italie
- Fernandel - Le Petit Monde de don Camillo

### Premier Prix spécial
- Paolo Stoppa pour l'ensemble de son activité

### Deuxième Prix Spécial
- Giulio Giannini pour la photographie couleur de certains documentaires

### Réalisateur du meilleur film étranger
- George Stevens - Une place au soleil

### Meilleure actrice étrangère
- Bette Davis - Ève

### Meilleur acteur étranger
- Alec Guinness - De l'or en barre